# European Table Tennis Union
European Table Tennis Federation (ETTU) bildades den 13 mars 1957, efter att förslaget kommit på ett möte i Tokyo 1956, och är det europeiskaidrottsförbundet för bordtennis. Högkvarteret finns i Wasserbillig i Luxemburg.